# Moydita-(Y)
La moydita-(Y) és un mineral de la classe dels borats. Rep el seu nom en honor de Luis Moyd (1916-2006), curador de mineralogia en els Museus Nacionals del Canadà.

## Característiques
La moydita-(Y) és un borat de fórmula química Y[B(OH)₄](CO₃). Va ser aprovada com a espècie vàlida per l'Associació Mineralògica Internacional l'any 1985. Cristal·litza en el sistema ortoròmbic. La seva duresa a l'escala de Mohs oscil·la entre 1 i 2.
Segons la classificació de Nickel-Strunz, la moydita-(Y) pertany a «06.AC - Monoborats, B(O,OH)₄, amb i sense anions addicionals; 1(T), 1(T)+OH, etc.» juntament amb els següents minerals: sinhalita, pseudosinhalita, behierita, schiavinatoïta, frolovita, hexahidroborita, henmilita, bandylita, teepleïta, carboborita, sulfoborita, lüneburgita, seamanita i cahnita.

## Formació i jaciments
Es troba en pegmatita de granit rica en minerals de terres rares. Va ser descoberta a la mina Evans-Lou, al llac Saint-Pierre, a Val-des-Monts, Les Collines-de-l'Outaouais RCM, Outaouais (Quebec, Canadà), on sol trobar-se associada a altres minerals com: xenotima-(Y), titanita, spessartina, quars, metatyuyamunita, metatorbernita, lokkaïta-(Y), kainosita-(Y), fergusonita-(Y) i caysichita-(Y). És l'únic indret on ha estat trobada aquesta espècie mineral.